# Amblyoproctus amazonicus
Amblyoproctus amazonicus är en skalbaggsart som beskrevs av S. Endrödi 1977. Amblyoproctus amazonicus ingår i släktet Amblyoproctus och familjen Dynastidae. Inga underarter finns listade i Catalogue of Life.